# Słowaccy medaliści zimowych igrzysk olimpijskich
Słowaccy medaliści zimowych igrzysk olimpijskich – lista reprezentantów Słowacji, którzy zdobyli medale zimowych igrzysk olimpijskich.
Reprezentanci Słowacji zdobyli łącznie dziewięć medali zimowych igrzysk olimpijskich w latach 2006–2022. Pierwszym medalistą został w Turynie snowboardzista Radoslav Židek, który został wicemistrzem olimpijskim w snowcrossie. W Vancouver pierwsze złoto dla Słowacji zdobyła Anastasija Kuźmina, która wywalczyła wówczas jeszcze srebrny medal. W Vancouver brązowym medalistą został również Pavol Hurajt. Podczas igrzysk w Soczi i Pjongczangu jedyne medale dla Słowacji zdobywała Kuźmina – w Soczi jeden złoty, a w Pjongczangu jeden złoty i dwa srebrne. W 2022 roku w Pekinie złoty medal zdobyła Petra Vlhová w slalomie w narciarstwie alpejskim.

## Medaliści chronologicznie
Reprezentanci Słowacji zdobyli łącznie dziewięć medali olimpijskich – cztery złote, cztery srebrne i jeden brązowy. Pierwszy medal olimpijski zdobył Radoslav Židek w snowboardingu, kolejne wywalczyli Anastasija Kuźmina i Pavol Hurajt w biathlonie oraz Petra Vlhová w narciarstwie alpejskim.
| Lp. | Rok i miejsce    | Medal   | Medalista          | Dyscyplina            | Konkurencja              | Źródło |
| --- | ---------------- | ------- | ------------------ | --------------------- | ------------------------ | ------ |
| 1.  | 2006, Turyn      | srebrny | Radoslav Židek     | snowboarding          | snowcross mężczyzn       | [ 1 ]  |
| 2.  | 2010, Vancouver  | złoty   | Anastasija Kuźmina | biathlon              | sprint kobiet            | [ 2 ]  |
| 3.  | 2010, Vancouver  | srebrny | Anastasija Kuźmina | biathlon              | bieg pościgowy kobiet    | [ 3 ]  |
| 4.  | 2010, Vancouver  | brązowy | Pavol Hurajt       | biathlon              | bieg masowy mężczyzn     | [ 4 ]  |
| 5.  | 2014, Soczi      | złoty   | Anastasija Kuźmina | biathlon              | sprint kobiet            | [ 5 ]  |
| 6.  | 2018, Pjongczang | złoty   | Anastasija Kuźmina | biathlon              | bieg masowy kobiet       | [ 6 ]  |
| 7.  | 2018, Pjongczang | srebrny | Anastasija Kuźmina | biathlon              | bieg pościgowy kobiet    | [ 7 ]  |
| 8.  | 2018, Pjongczang | srebrny | Anastasija Kuźmina | biathlon              | bieg indywidualny kobiet | [ 8 ]  |
| 9.  | 2022, Pekin      | złoty   | Petra Vlhová       | narciarstwo alpejskie | slalom kobiet            | [ 9 ]  |

## Liczba medali według lat
Słowacy zdobywali medale na czterech kolejnych zimowych igrzyskach olimpijskich w latach 2006–2022. Najwięcej – po trzy – wywalczyli podczas igrzysk w 2010 i 2018 roku. W Pjongczangu, za sprawą Kuźminy, osiągnęli jednak najlepszy rezultat medalowy, biorąc pod uwagę jakość kruszców. W tabeli przedstawiono liczbę medali zdobytych przez słowackich reprezentantów na kolejnych zimowych igrzyskach olimpijskich.
| Rok i miejsce    | Złoto | Srebro | Brąz | Łącznie | Miejsce w klasyfikacji medalowej |
| ---------------- | ----- | ------ | ---- | ------- | -------------------------------- |
| 2006, Turyn      | –     | 1      | –    | 1       | 21                               |
| 2010, Vancouver  | 1     | 1      | 1    | 3       | 17                               |
| 2014, Soczi      | 1     | –      | –    | 1       | 21                               |
| 2018, Pjongczang | 1     | 2      | –    | 3       | 17                               |
| 2022, Pekin      | 1     | –      | –    | 1       |                                  |
| Łącznie          | 4     | 4      | 1    | 9       |                                  |

## Liczba medali według dyscyplin
Słowaccy zawodnicy stawali na podium olimpijskim w trzech dyscyplinach sportowych – biathlonie, narciarstwie alpejskim i snowboardingu. Najczęściej – siedmiokrotnie – dokonali tego w biathlonie.
| Dyscyplina            | Konkurencja       | Złoto | Srebro | Brąz | Łącznie |
| --------------------- | ----------------- | ----- | ------ | ---- | ------- |
| Biathlon              | sprint            | 2     | –      | –    | 2       |
| Biathlon              | bieg indywidualny | –     | 1      | –    | 1       |
| Biathlon              | bieg pościgowy    | –     | 2      | –    | 2       |
| Biathlon              | bieg masowy       | 1     | –      | 1    | 2       |
| Biathlon              | razem             | 3     | 3      | 1    | 7       |
| Narciarstwo alpejskie | slalom            | 1     | –      | –    | 1       |
| Narciarstwo alpejskie | razem             | 1     | –      | –    | 1       |
| Snowboarding          | snowcross         | –     | 1      | –    | 1       |
| Snowboarding          | razem             | –     | 1      | –    | 1       |
| Łącznie               | Łącznie           | 4     | 4      | 1    | 9       |

## Klasyfikacja medalistów
W tabeli przedstawiono klasyfikację słowackich medalistów zimowych igrzysk olimpijskich według liczby zdobytych medali poszczególnych kolorów.
| Miejsce | Medalista          | Lata      | Dyscyplina            | Złoto | Srebro | Brąz | Razem |
| ------- | ------------------ | --------- | --------------------- | ----- | ------ | ---- | ----- |
| 1.      | Anastasija Kuźmina | 2010–2018 | biathlon              | 3     | 3      | –    | 6     |
| 2.      | Petra Vlhová       | 2022      | narciarstwo alpejskie | 1     | –      | –    | 1     |
| 3.      | Radoslav Židek     | 2006      | snowboarding          | –     | 1      | –    | 1     |
| 4.      | Pavol Hurajt       | 2010      | biathlon              | –     | –      | 1    | 1     |